# Джейсон Дойл

Джейсон Кевін Дойл (англ. Jason Kevin Doyle; нар. 6 жовтня 1985 року в Ньюкаслі) — австралійський спідвеїст. У 2017 році він став чемпіоном світу після перемоги на Гран-прі зі спідвею 2017 року.
Дойл входить до складу національної збірної Австралії зі спідвею, представляв свою країну на Кубку світу зі спідвею та входив до складу австралійської команди, яка виграла Спідвей Націй 2022.

## Кар'єра

### Велика Британія та Європа
Народжений в Ньюкаслі, Новий Південний Уельс, Дойл дебютував у британському спідвеї в березні 2005 року за команду Прем'єр-ліги Isle of Wight Islanders. У 2006 році Дойл виступав за «Isle of Wight», а згодом підписав контракт з командою Poole Pirates під номером 8 і перейшов до Елітної ліги з цією командою в 2007. Дойл перейшов до команди Прем'єр-ліги Somerset Rebels у 2008 році після того, як йому не вдалося забезпечити місце в команді «Poole Pirates», хоча він все ще залишався активом «Poole Pirates». У сезоні 2008 року Дойл посів друге місце в парному чемпіонаті Прем'єр-ліги разом з Емілем Крамером і представляв Австралію у тестових змаганнях спортсменів віком до 23 років. Він також виграв Кубок Прем'єр-ліги з «Somerset».
Дойл пропустив сезон 2009 року після того, як розірвав обертальну манжету плеча, але повернувся в 2010 році для виступу за команду «Poole Pirates». У 2012 році Дойл привів «Somerset Rebels» до перемоги в Кубку ліги, а команді трохи не вистачило до перемоги в Прем'єр-лізі; вболівальники клубу визнали його Райдером року.
У Польщі представляв команду Kolejarz Rawicz[джерело?]. У 2009 році підписав дворічний контракт із «TŻ Start Gniezno»[джерело?]. У 2011 році виступав за клуб Polonia Piła, у 2013 році — знову за Kolejarz Rawicz, а у 2014 році — Orła Łódź[джерело?].
У сезоні 2013 року Дойл підписав контракт з командою Birmingham Brummies, яка дійшла до фіналу плей-офф Елітної ліги, програвши Poole Pirates. Він також привів «Somerset Rebels» до титулу Прем'єр-ліги і в парному чемпіонаті Прем'єр-ліги разом з Джошем Грайчонеком під час сезону Прем'єр-ліги зі спідвею 2013 року.
У грудні 2013 року він підписав контракт з «Leicester Lions» на сезон 2014 року. Дойл порушив правила отримання дозволу на роботу, і йому спочатку було відмовлено у візі, яка дозволила б йому змагатися у Великій Британії в 2014 році; ситуація була вирішена до початку сезону 2014 року, хоча йому було дозволено змагатися лише в одній лізі, тому «Somerset» звільнив його від зобов'язань. Він залишився з «Lions» у 2015 році, а потім повернувся до клубу «Swindon Robins», який володів правами на контракт, для виступу в сезоні 2016 року.
У 2013 році Дойл виграв титул Майстра зі спідвею в Бокгорні, Німеччина. Дойл також брав участь у перегонах у Польщі та Швеції. В Швеції Дойл перейшов з «Vastervik» до «Daсkarna», а в Польщі він залишив «Lodz», щоб приєднатися до «Torun». У 2015 році він став переможцем чемпіонату чемпіонату Ліги спідвею Сполученого Королівства, і повторив це досягнення у 2018 році.
У 2016—2017 роках представляв «Фалубаз Зелена Гура» в польській лізі, а у 2018—2019 роках повернувся в «Torun». Покинув команду після вильоту до Першої ліги.
Дойл повернувся в «Swindon Robins» на сезон 2019 року, вигравши чемпіонат SGB Premiership і Кубок KO. У 2022 році він підписав контракт з Ipswich Witches на сезон SGB Premiership 2022 і виграв парні змагання Прем'єр-ліги та був найкращим гонщиком у лізі, фінішувавши на вершині середніх показників ліги.
У 2020 році виступав у чемпіонаті Польщі за Włókniarz Częstochowa, а з 2021 року виступав за Unia Leszno. 18 червня 2021 року виграв Індивідуальний міжнародний чемпіонат Екстраліги. У тому ж сезоні він виграв чемпіонат Швеції з командою Dackarna. 28 травня 2022 року зайнявши 3 місце під час Гран-прі Чехії в Празі, він піднявся на подіум турніру Гран-прі вперше з сезону 2020 року. У 2022 зі збірною Австралії він виграв золото змагань Спідвей націй 2022 року, але при цьому не брав участі в жодних перегонах фінального турніру.
Дойл залишився з «Ipswich» на чемпіонат SGB Premiership 2023, де допоміг клубу виграти Knockout Cup і знову підписав контракт на сезон SGB Premiership 2024.

### Австралія
Бронзовий призер індивідуального чемпіонату Австралії серед юніорів (2006)[джерело?].
Дойлу трохи не вистачило для перемоги в його першому чемпіонату Австралії коли він відстав лише на 2 очки від Кріса Холдера протягом трьох раундів чемпіонату 2014 року. У фіналі «А» останнього раунду на стадіоні Гіллман Спідвей в Аделаїді, Дойл впав і був виключений з повторного заїзду, а Холдер фінішував другим і зміг виграти свою 5-ту національну корону. Дойл і Холдер мали 38 очок після перших двох раундів: Дойл виграв перший раунд на стадіоні Kurri Kurri а Холдер — другий раунд на стадіоні Андера Парк Спідвей.
28 грудня 2014 року Дойл виграв Чемпіонат Південної Австралії 2014/15 років на стадіоні Гіллмані, перемігши у фіналі Рохана Тангейта, Джастіна Седжмена та Дакоту Норта. Дойл став першим гонщиком з Нового Уельсу, який виграв титул чемпіона Південної Австралії з тих пір, як Об Лоусон виграв чемпіонат «з 3 кіл» в 1949 році. Перемога Дойла подовжила серію чемпіонату Південної Австралії без переможця з Південної Австралії до восьми.
10 січня 2015 року Дойл виграв фінальний раунд індивідуальний чемпіонат Австралії зі спідвею 2015 на Kurri Kurri, щоб стати чемпіоном Австралії.

## Міжнародні змагання
Дойл представляв збірну Австралії на кубку світу зі спідвею, фінішувавши з командою 3-м у 2013 році в Чехії та в 2014 році в Польщі. Багато спостерігачів вважали, що він досяг майстерності у фіналі 2014 року на стадіоні «Полонія» в Бидгощі, вигравши чотири з шести своїх заїздів (включно з перемогою над чинним чемпіоном світу Таєм Воффінденом) і з 13 балами став другим того вечора після триразового чемпіона світу з Данії Нікі Педерсена, який набрав 17 балів.
Здобувши друге місце на змаганнях Гран-прі зі спідвею 20 вересня 2014 року в Лоніго, Італія, Дойл кваліфікувався для чемпіонату світу зі спідвею 2015 року, приєднавшись до інших членів австралійської команди — Кріса Холдера (чемпіон світу 2012 року) та гонщика «Wild Card» Троя Бетчелора в змаганнях Speedway Grand Prix. 2015 рік був для Дойла неоднозначним, він завершив серію на 5-му місці з найкращим 2-м результатом в передостанньому раунді Польщі III. Він завершив рік, кваліфікувавшись до фіналу вдома в Австралії, але аварія в першому повороті з американцем Грегом Хенкоком призвела до короткого перебування в лікарні після травм шиї та грудей.
25 червня 2016 року Дойл виграв свій перший Гран-прі в Чехії на стадіоні «Маркета» в Празі. Після фінішу на 6-му місці в наступному раунді в Британії він повернувся на подіум, посівши друге місце в Швеції, а потім виграв наступні три Гран-прі в Польщі II, Німеччині та Скандинавії і вийшов на 1-е місце, випереджаючи триразового чемпіона Грега Хенкока на 5 балів після 9 з 11 раундів. Три перемоги поспіль в Гран-прі стали першим хет-триком з тих пір, як його колега, австралієць Джейсон Крамп виграв 3 Гран-прі поспіль, і Дойл був на шляху до перемоги в чемпіонаті 2016 року, але він зазнав аварії під час своєї першої спроби на 3-му раунді в Польщі, під час якого він вивихнув плече та зламав лікоть, поклавши край його надії на чемпіонство 2016 року. Його результат у Гран-прі 2017 року був взірцевим: єдиний випадок, коли він набрав однозначну кількість балів, був у Стокгольмі; він завоював титул 2017 року після перемоги на Гран-прі Австралії, втративши лише 2 очки за всю зустріч.
Дойл став чемпіоном світу в 2017 році, домінуючи в серії Гран-прі зі спідвею, незважаючи на те, що більшу частину сезону він виступав зі зламаною ногою, виграючи етапи в Чехії та Австралії.
У 2022 році Дойл посів 10-е місце на чемпіонаті світу зі спідвею, набравши 83 бали під час Гран-прі зі спідвею 2022 року. Однак найяскравішим моментом його сезону стала перемога на Спідвеї Націй 2022 року за команду Австралії з Джеком Холдером і Максом Фріке. Пізніше його обрали постійним гонщиком для Гран-прі зі спідвею 2023 року. У 2023 році входив до складу збірної Австралії, яка посіла четверте місце у фіналі кубку світу зі спідвею 2023.

## Основні досягнення

### Особистий чемпіонат світу
- Гран-прі зі спідвею 2015 року[en] — 5 місце
- Гран-прі зі спідвею 2016 року[en] — 5 місце (включаючи перемоги на гран-прі Чехії, Гожува, Німеччини та Швеції)
- Гран-прі зі спідвею 2017 року[en] — Чемпіон (включаючи перемоги на гран-прі Чехії та Австралії)
- Гран-прі зі спідвею 2018 року[en] — 7 місце
- Гран-прі зі спідвею 2019 року[en] — 7 місце
- Гран-прі зі спідвею 2020 року[en] — 6 місце
- Гран-прі зі спідвею 2021 року[en] — 9 місце
- Гран-прі зі спідвею 2022 року[en] — 10 місце
- Гран-прі зі спідвею 2023 року[en] — 8 місце

### Командний чемпіонат світу
- Кубок світу зі спідвею 2013 року[en] — 3 місце
- Кубок світу зі спідвею 2014 року[en] — 3 місце
- Кубок світу зі спідвею 2015 року[en] — 4 місце
- Кубок світу зі спідвею 2016 року[en] — 4 місце
- Кубок світу зі спідвею 2017 року[en] — 5 місце
- Спідвей націй 2018 року[en] — 4 місце
- Спідвей націй 2019 року[en] — 3 місце
- Спідвей націй 2020 року[en] — 5 місце
- Спідвей націй 2021 року[en] — 4 місце
- Спідвей націй 2022 року[en] — Переможець
- Кубок світу зі спідвею 2023 року[en] — 4 місце